# ベルタ・ベンツ・メモリアルルート

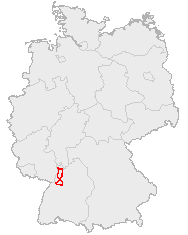
ベルタ・ベンツ・メモリアルルート（8の字コース）

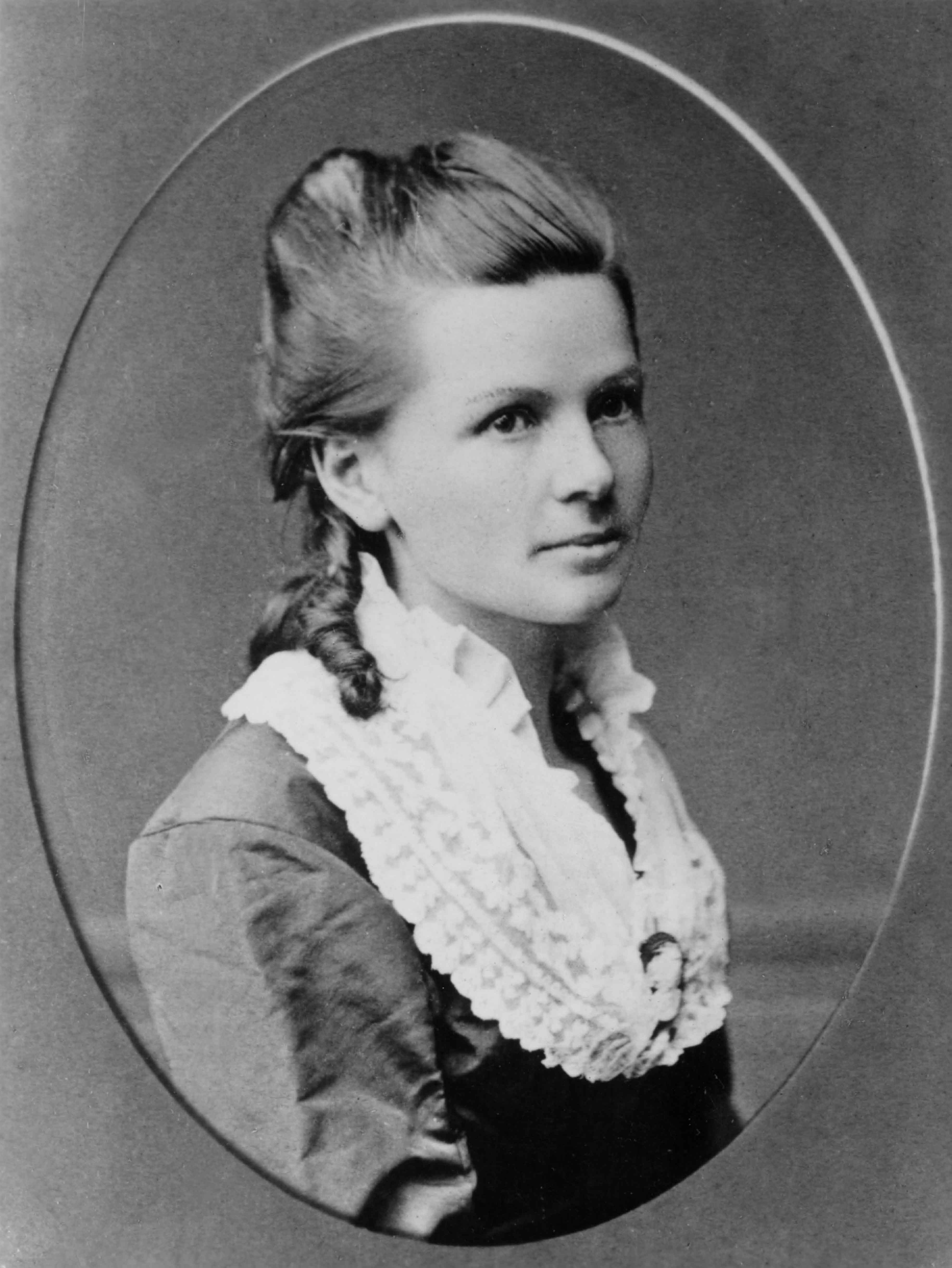
ベルタ・ベンツの肖像画

ベルタ・ベンツ・メモリアルルートは、ドイツのバーデン＝ヴュルテンベルク州にあるドイツ観光街道であり、ヨーロッパ産業遺産の道の一部である。 2008年に開通したこの街道は、 1888年に行われた内燃機関による自動車での世界初の長距離ドライブの軌跡を辿るものである。
　この旅は、ベルタ・ベンツが夫のカール・ベンツが製作した世界初の自動車、ベンツ・パテント・モトールヴァーゲンに乗って行われた。

## コース概要
1886年、カール・ベンツはマンハイムで自動車に関する特許を取得した（1886年1月29日、ドイツ特許37435号）。しかし、当初はまったく売れなかった。
1888年、カールの妻ベルタは、夫の発明品が役に立つことを証明するため、夫に内緒でベンツ3号機に乗って、マンハイムからベルタの生まれ故郷プフォルツハイムへと、普通なら馬車を使うところを車で旅をした。このため、ベルタは「車を運転した初めての女性」と呼ばれている。ベルタが使った正確なコースはよくわからないが、バーデンのブドウ畑 (de:Baden (Weinbaugebiet)) などを通ったものと見られている。
2008年2月25日にドイツ観光街道として正式に設定された。設定には2つの非営利団体、ベルタ・ベンツ・メモリアルルート協会（den Bertha Benz Memorial Route e.V.）とベルタ・ベンツ・メモリアルクラブ（den Bertha Benz Memorial Club）が関わっている。

### 往路
マンハイムからプフォルツハイムまでの約104km。
GPS-Download
マンハイム、フォイデンハイム、イルフェスハイム、ラーデンブルク、シュリースハイム、ドッセンハイム、ハイデルベルク、ライメン、ヌスロッホ、ヴィースロッホ、ミンゴルスハイム、ランゲンブリュッケン、シュテットフェルド、ウブスタド、ブリュッサル、ウンターゴロンバッハ、ヴェインガーテン、ゲッティンゲン、ベルグハウゼン、セリンゲン、クラインシュタインバッハ、ヴィルフェルディンゲン、ケーニスバッハ、スタイン、アイシンゲン、プフォルツハイムを通るルートである。

### 復路
プフォルツハイムから折り返してマンハイムまでの約90km。
GPS-Download
プフォルツハイム, ブラウシュロット、ブレッテン、ゴンデルシェイム, ヘルムシェイム、ハイデルシェイム、ブルッフザール、フォルスト、ハンブルケン、ヴィーゼンタル、キルラッハ、ライリンゲン, ホッケンハイム、タルハウス、ケッチュ、シュヴェツィンゲン、フリードリッヒスフェルド、ゼッケンハイム、マンハイムを通るルートである。

## 観光名所
- マンハイム: マンハイム宮殿 (de:Kurfürstliches Schloss Mannheim)
- ラーデンブルク: カール・ベンツ自動車博物館 (de:Automuseum Dr. Carl Benz)
- ハイデルベルク: ハイデルベルク城
- ヴィースロッホ: 世界初のガソリンスタンド跡
- ブルッフザール: ブルッフザール城 (de:Schloss Bruchsal)
- プフォルツハイム: プフォルツハイム宝飾博物館 (de:Schmuckmuseum Pforzheim)
- ブレッテン: マウルブロン修道院
- ホッケンハイム: ホッケンハイムリンク
- シュヴェツィンゲン: シュヴェツィンゲン城 (de:Schloss Schwetzingen)

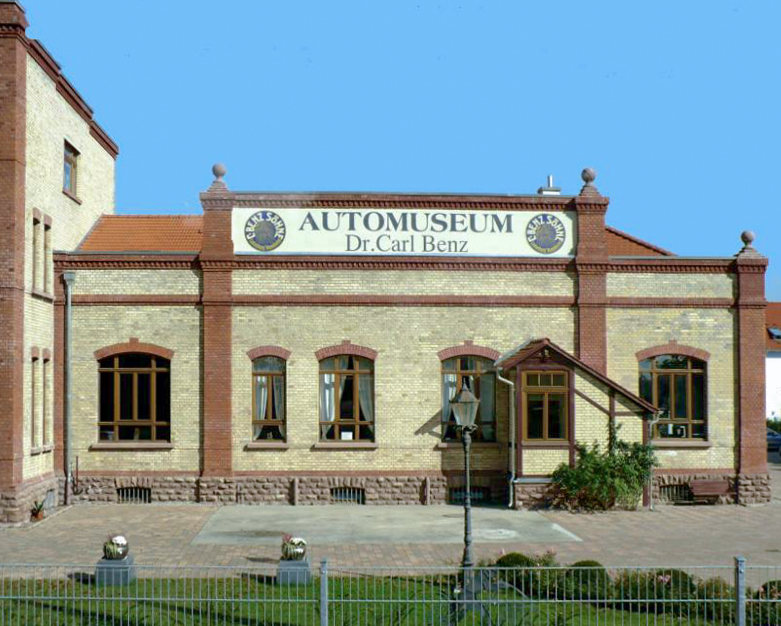
ラーデンブルクのカール・ベンツ自動車博物館
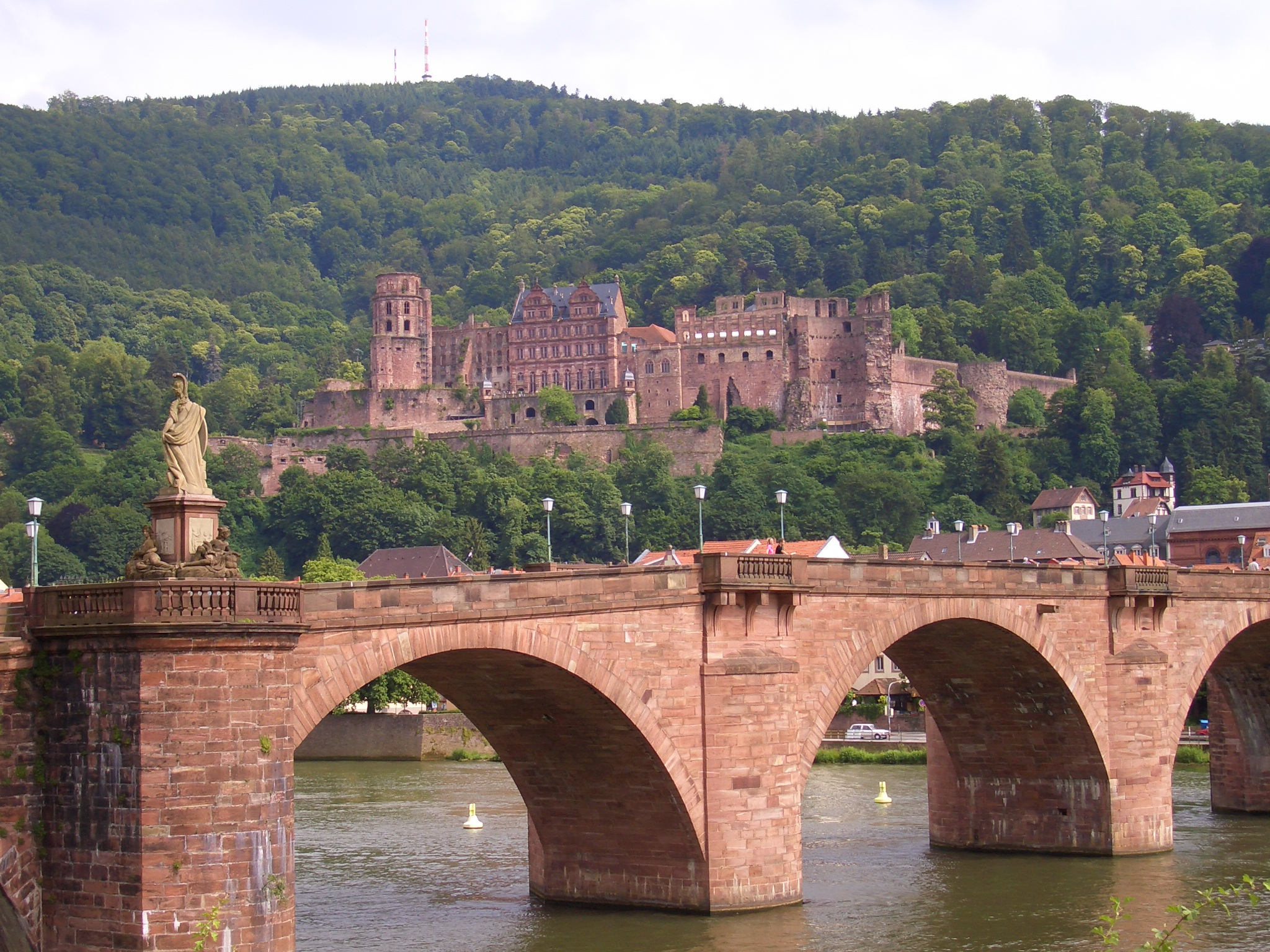
ハイデルベルク城とアルテ・ブリュッケ
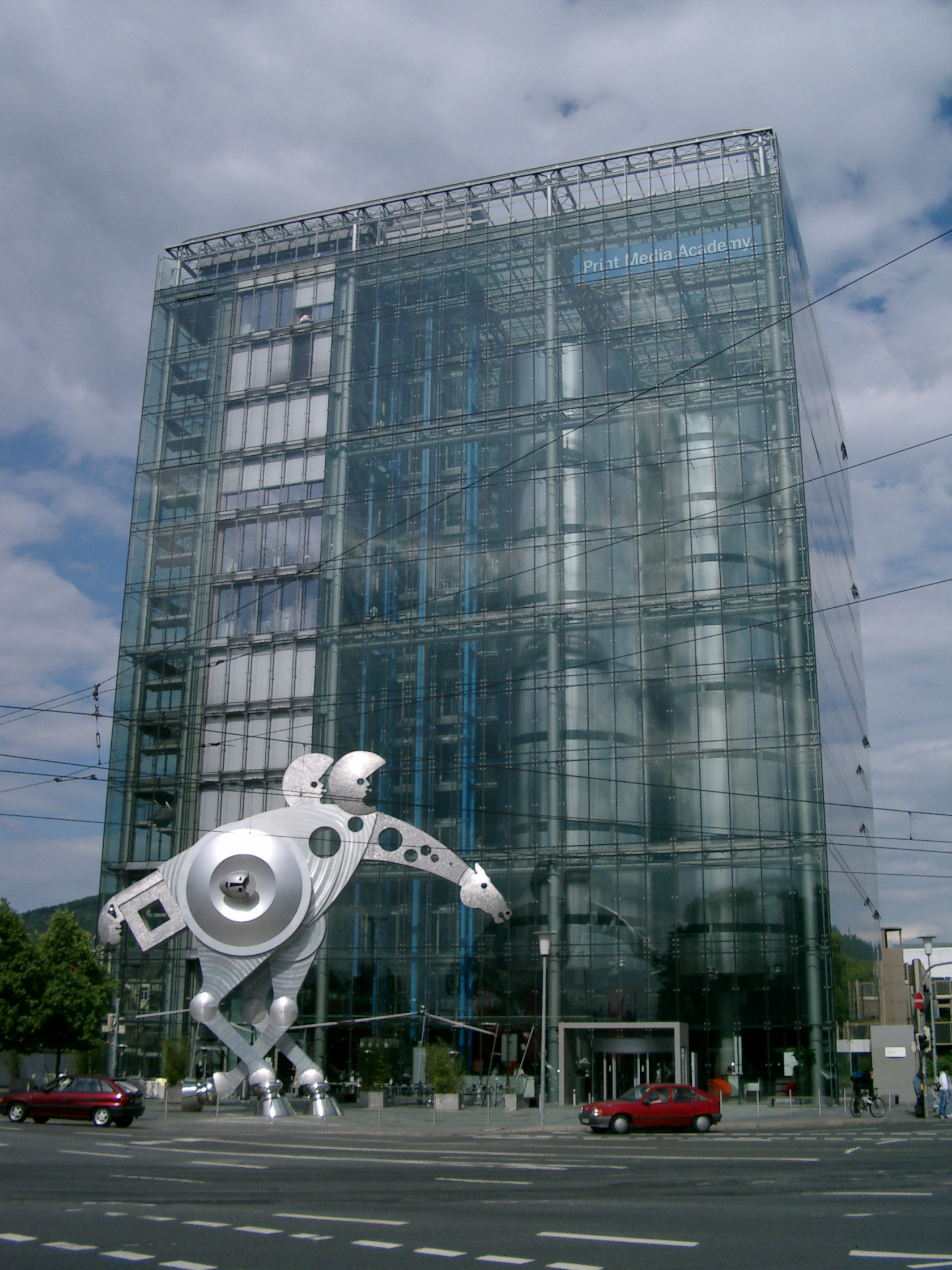
ハイデルベルク印刷機本社
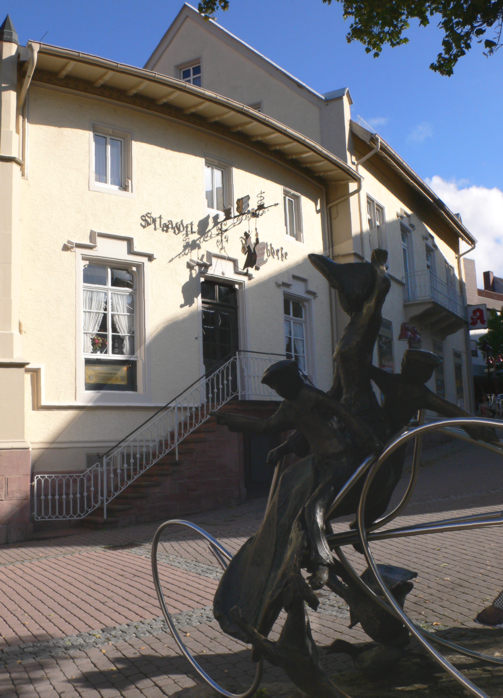
ヴィースロッホにある世界初のガソリンスタンドの跡
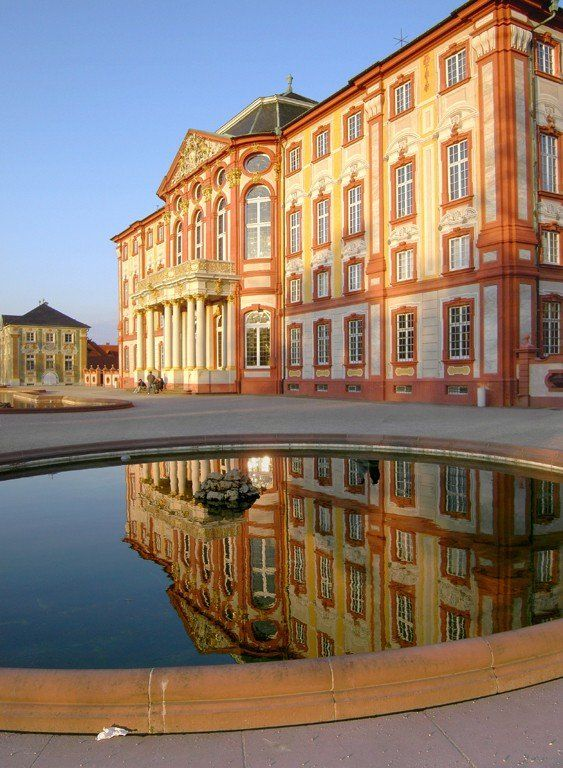
ブルッフザール城
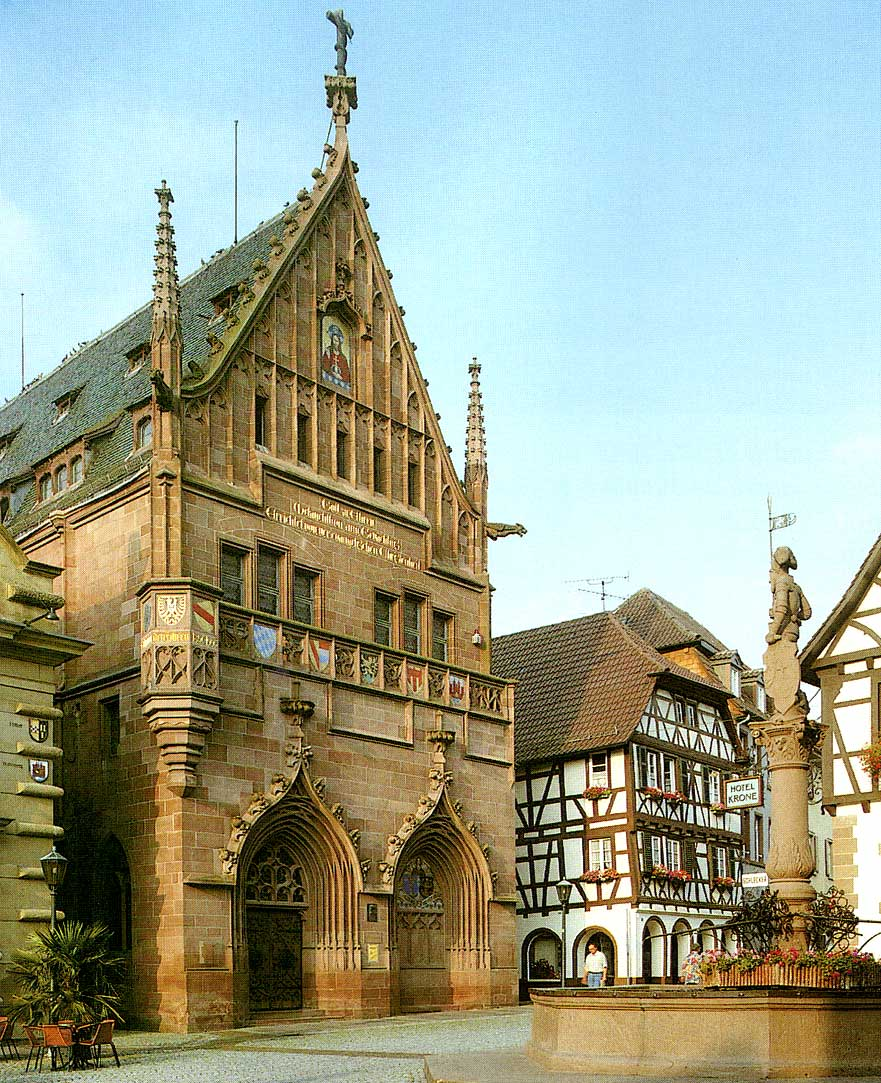
ブレッテンのフィリップ・メランヒトンの館
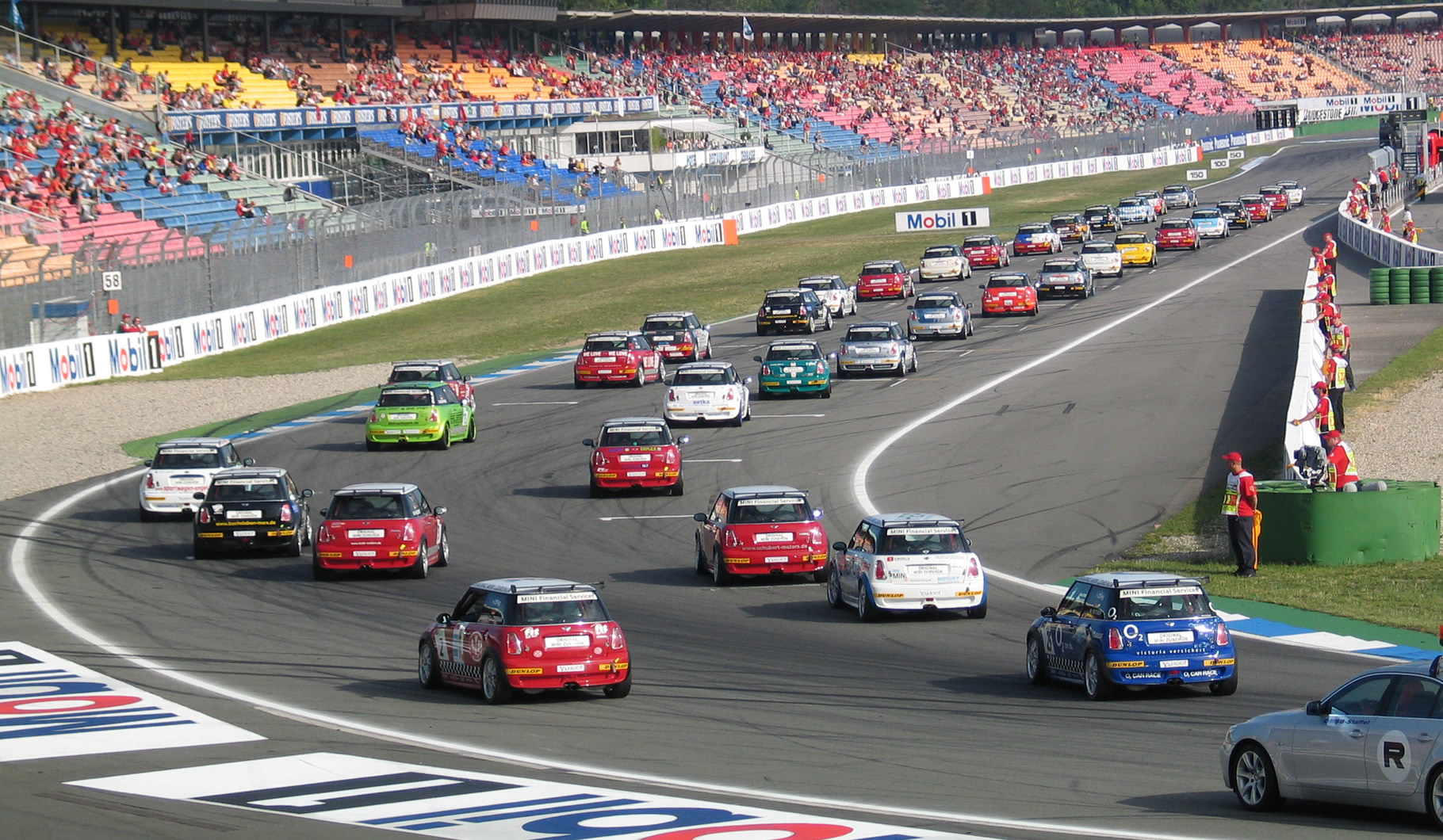
ホッケンハイマーリンク
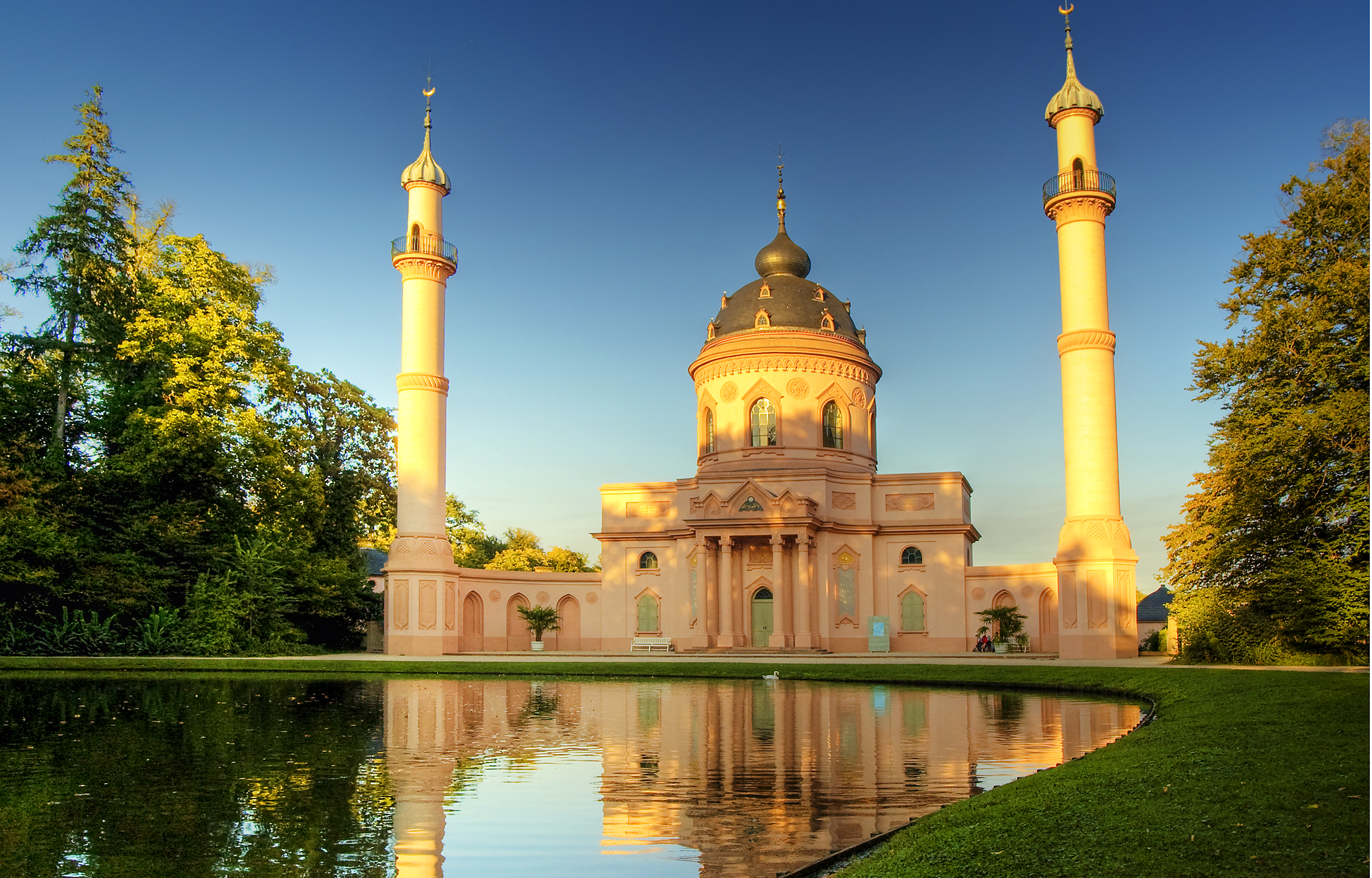
シュヴィツィンゲン城の赤のモスク

## ベルタ・ベンツ・チャレンジ

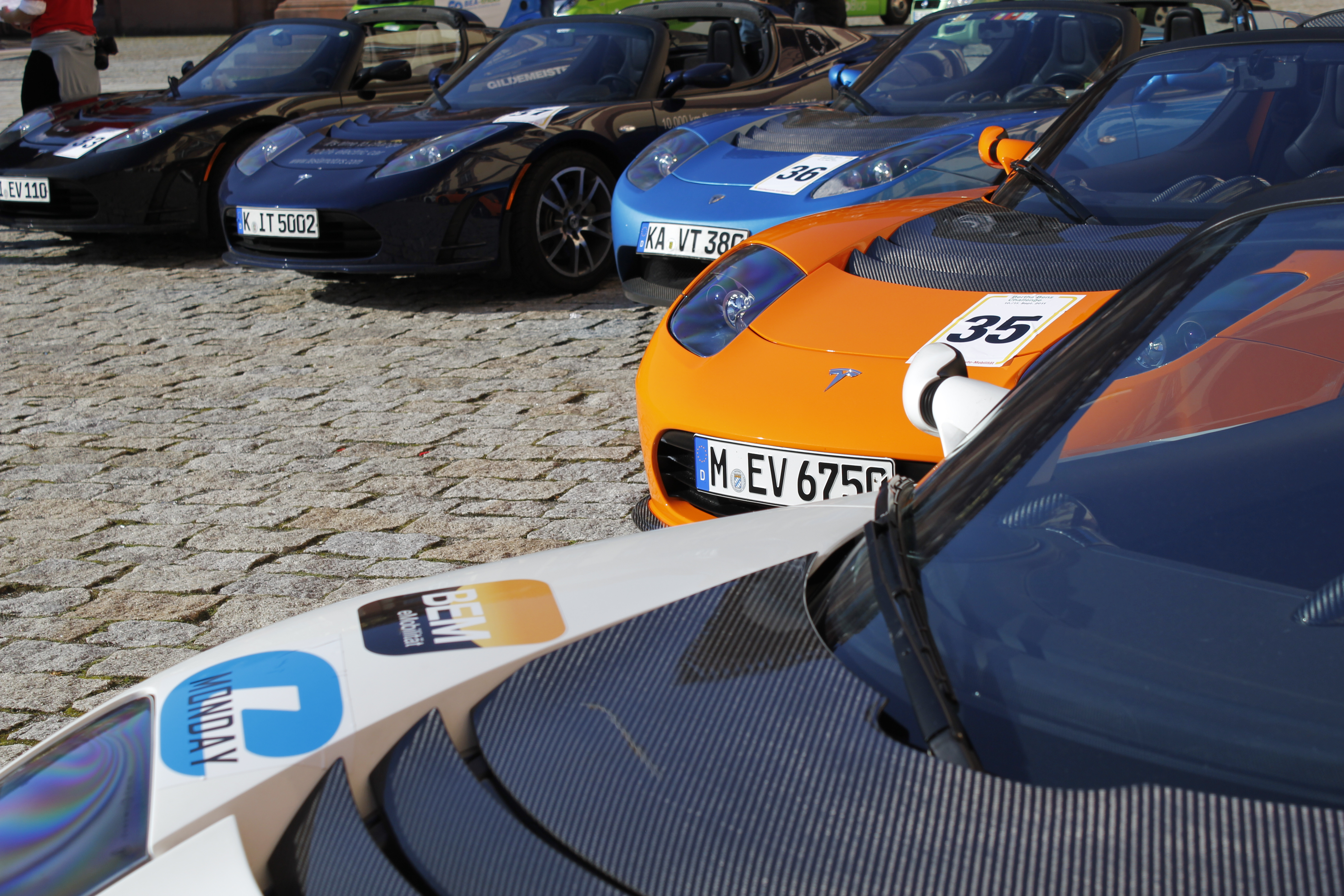
Tesla Roadster at the Bertha Benz Challenge 2011 in Mannheim.

(Bertha Benz Challenge) ベルタ・ベンツ・メモリアル・ルートは、すでに2008年末から開通しているが、バーデン・ヴュルテンブルグ州政府は、自動車発明を記念するイベント、アウトモビールゾンマー2011（自動車の夏2011）の開催にあたり、公式にオープニング・ドライブ・イベントをそのカール・ベンツの自動車発明から125年を記念する当該公式イベントとともに行うことを決定している。
2011年9月10日および11日にベルタ・ベンツ・チャレンジが行われる。当イベントでは将来に見合った自動車のみが参加可能である。
参加対象車両は、オルタナティブ・ドライブを搭載した車両、すなわち電気およびハイブリッド駆動車、水素駆動車および、燃料電池駆動車、また非常に燃費のよい自動車や、環境対応車である。
イベントのモットーは、「サティナブルなモビリティを、世界最古の自動車街道で」。
2011年1月25日には、ドイチェ・ヴェレが世界に向け、番組「メイドインジャーマニー」中でベルタ・ベンツについてのテレビ番組を放映し、
自動車の発明についてのみならずそのサスティナブルな将来についてもスポットライトを当て形で紹介した。